# Ван Бюрен (прізвище)
Ван Бюрен (нід. van Buren, нід. вимова: [vɑn ˈbyːrə(n)]) — голландське прізвище, що означає «з Бюрена» або «від сусідів».

## Люди
- Ендрю ван Бюрен, британський виконавець, який спеціалізується на магії, масштабні ілюзії і жонглюванні
- Аніта Ван Бюрен, вигаданий персонаж у телевізійному шоу "Закон і порядок" ( Law & Order)
- Фред Ван Бюрен, фокусник-винахідник & виконавець
- Джермейн Ван Бюрен (народився 1980), гравець бейсбольної ліги
- Джон ван Бюрен (депутат США) (1799-1855), Депутат США з Нью-Йорка
- Джон Д. Ван Бюрен (1838-1918), американський інженер, корабельний інженер, адвокат і політик
- Джон ван Бюрен (1915-1942), американський офіцер військово-морського флоту і пілот, який отримав Аійськово-морський хрест і Хрест За льотні заслуги
- Мейбл Ван Бурен (1878-1947), американський актор драматичного театру і кіно
- Мартін ван Бюрен (1782-1862), восьмий президент США (1837-1841)
  - Ханна Ван Бюрен (1783-1819), його дружина
  - Авраам Ван Бюрен (1807-1873), його старший син
  - Анжеліка Ван Бюрен (1818-1877), його дочка-в-законі (виконував церемоніальні обов'язки першої леді)
  - Джон ван Бюрен (1810-1866), його другий син
- Пол Ван Бурен, християнський теолог
- Реборн ван Бюрен (1891-1987) американський ілюстратор журналів і коміксів
- Стів Ван Бюрен (1920-2012), професійний гравець в американський футбол
- Вільям Гольм Ван Бюрен (1819-1883), американський хірург

### Голландська Королівська Сім'я
Ім'я (Ван) "Бюрен" з'являється в історії голландського королівського дому, будучи прізвищем Анни Ван Егмонд-ен-Бюрен (Anna van Egmond en Buren), першої дружини Вільгельма I Оранського.
- Принцеса Беатрікс (колишня королева Беатрікс), графиня Бюрен ( Gravin van Buren).
- Король Віллем-Олександр використовував псевдонім "Олександр Ван Бюрен" або його варіанти для анонімності. Наприклад, під час подачі документів в університет використовував "Алекс ван Бюрен". Він також реєструвався 1986 року на тогорічний elfstedentocht (конькобіжний марафон) як "W A van Buren".